# Владимировка (Червоногвардійський район)
Влади́мировка (рос. Владимировка) — село у складі Червоногвардійського району Оренбурзької області, Росія.

## Населення
Населення — 34 особи (2010; 140 у 2002).
Національний склад (станом на 2002 рік):
- росіяни — 55 %
- цигани — 29 %